# Oh Woo-ri
Oh Woo-ri (en hangul, 오우리; 6 de agosto de 1996), es una actriz surcoreana. En sus primeros años de carrera, sus trabajos más conocidos son sus papeles en la película Hail to Hell (2022) y en las series Friendly Rivalry y Way Back Love, ambas de 2025.

## Carrera
Empezó a interesarse por la profesión de actriz después de ver una actuación musical en un retiro cuando estaba en su tercer año de secundaria. Pero dejó a un lado la música y se concentró en la actuación: «aprendí a cantar y bailar mientras me preparaba para los exámenes de ingreso a la universidad, pero fue difícil [...] Mis maestros me dijeron que me concentrara en la actuación».
Se graduó en el departamento de Teatro y Cine de la Universidad Soongsil. Su debut como actriz fue en la película 영 피플 인코리아 [Jóvenes en Corea] en 2017, pero también tuvo algunas experiencias como directora y guionista durante sus estudios universitarios, donde se combinaban actuación y dirección; llegó a dirigir tres obras entre 2019 y 2021. No ha abandonado su interés por la dirección y espera tener otros proyectos como directora en paralelo a su trabajo como actriz.
La carrera de Oh Woo-ri comenzó en el ámbito del cine independiente; en sus primeros años apareció en una veintena de producciones de esta clase, entre cortometrajes y largometrajes, como You and I (2023). Algunos de ellos tuvieron gran recorrido por festivales de cine nacionales e internacionales, como el singular y excéntrico corto 가슴이 터질 것만 같아! [¡Siento que mi corazón va a estallar!]; está dirigido por Jeong In-hyeok, el cual mezcla en una obra de estética kitsch la ciencia ficción con la homosexualidad femenina, y presenta a Oh como coprotagonista.
De este período, sin embargo, su papel más destacado fue el de la protagonista Song Na-mi en Hail to Hell (2022). La película fue invitada a la sección New Currents en el 27.º Festival Internacional de Cine de Busan en 2022, y también ganó los premios CGK Cinematography y Next Link Award en el 48.º Festival de Cine Independiente de Seúl. La trama gira en torno a temas como el acoso escolar, la venganza y el poder de las sectas. El crítico de HanCinema Panos Kotzathanasis señaló que la labor de las dos jóvenes protagonistas, Oh Woo-ri y Bang Hyo-rin, fue de «nivel excepcional»; en el caso de la primera, «la amargura que se esconde bajo esta fachada alegre se refleja con maestría en su actuación».
El 7 de febrero de 2023 la agencia Saram Entertainment anunció que había firmado un contrato de representación exclusiva con la actriz. Su primer paso en televisión, ese mismo año, fue el episodio segundo de la serie One Day Off, donde interpreta el papel de Kim Yoo-seo, una joven estudiante de la protagonista Park Ha-kyung (encarnada por Lee Na-young) que quiere dejar los estudios para perseguir sus sueños en el mundo de la música. Oh se hizo notar por su expresividad a pesar de su corta presencia en pantalla.
Tras algunas apariciones como secundaria en 2023 y 2024 (De vuelta en Samdal-ri, La paradoja del asesino, No Way Out: The Roulette), el primer papel protagonista en televisión llegó en 2025 con Friendly Rivalry, una serie de ambiente escolar emitida por U+ Mobile TV. Pudo presentarse a las audiciones gracias a la recomendación de un profesor de su universidad. El de Choi Kyung, su personaje, es un papel complejo, lo cual fue determinante para que Oh desarrollara interés por encarnarlo: es una chica distinta de sus compañeras de clase, de rasgos pintorescos y adorables, casi de dibujos animados, pero al mismo tiempo una segundona con la ambición de ser la primera de la clase, y acomplejada y envidiosa de la que ocupa ese lugar; por otro lado, se muestran de ella algunas escenas de autoerotismo que pudieron suponer una dificultad adicional para la actriz, aunque ella, invocando su profesionalidad, aseguró lo contrario. Donde sí encontró dificultades, según declaró, fue en interpretar por primera vez un personaje con una «energía caricaturesca» tan fuerte. Oh se esforzó en lograr la apariencia que tiene el personaje de Choi Kyung en el webtoon sobre el que se escribió la serie; por ejemplo, se dejó el pelo corto, con un peinado igual que el de su modelo gráfico, y estudió su forma de expresarse para reproducirla.

## Filmografía

### Cine
| Año  | Título                                | Hangul                 | Papel                             | Notas                   | Ref.                 |
| ---- | ------------------------------------- | ---------------------- | --------------------------------- | ----------------------- | -------------------- |
| 2017 | Jóvenes en Corea                      | 영 피플 인코리아       | Estudiante en una tienda          | Debut                   | [ 1 ]                |
| 2019 | Jazzy Misfits                         | 초미의 관심사          | Seon-woo                          |                         | [ 9 ]                |
| 2021 | Perhaps Love                          | 장르만 로맨스          | Estudiante que prepara un informe | Rodada en 2019          |                      |
| 2022 | When I Sleep                          |                        | Ji-soo                            |                         |                      |
| 2022 | Hail to Hell                          | 지옥만세               | Song Na-mi                        | Protagonista            | [ 3 ]                |
| 2022 | Extreme Festival                      | 익스트림 페스티벌      | Goo-reum                          |                         |                      |
| 2023 | ¡Siento que mi corazón va a estallar! | 가슴이 터질 것만 같아! | Soo-jin                           | Cortometraje (19' 57'') | [ 10 ] [ 11 ] [ 12 ] |
| 2023 | You and I                             | 너와 나                | Da-ae                             |                         | [ 13 ]               |
| 2024 | I, the Executioner                    | 베테랑2                |                                   |                         |                      |
| 2024 | El sonido de la campana               | 종의 소리              | Hermana Susana                    | Cortometraje            | [ 14 ]               |

### Series de televisión
| Año     | Título                   | Papel              | Canal        | Notas            | Ref.          |
| ------- | ------------------------ | ------------------ | ------------ | ---------------- | ------------- |
| 2023    | One Day Off              | Kim Yoon-seo       | Wavve        | Serie web, ep. 2 | [ 3 ]         |
| 2023-24 | De vuelta en Samdal-ri   | Boo Mi-ja de joven | JTBC         |                  | [ 3 ] [ 15 ]  |
| 2024    | La paradoja del asesino  | Kang Mi-yeong      | Netflix      | Serie web        |               |
| 2024    | No Way Out: The Roulette | Park Eun-jeong     | U+ Mobile TV | Serie web        | [ 16 ] [ 17 ] |
| 2025    | Friendly Rivalry         | Choi Kyung         | U+ Mobile TV | Serie web        | [ 18 ] [ 19 ] |
| 2025    | Way Back Love            | Yoon Tae-kyung     | TVING        | Serie web        | [ 20 ] [ 21 ] |

## Premios y nominaciones
| Año  | Premios                       | Categoría                      | Papel        | Resultado | Ref.          |
| ---- | ----------------------------- | ------------------------------ | ------------ | --------- | ------------- |
| 2023 | 11.º Festival de Cine de Muju | Premio Creativo Avin           | Hail to Hell | Ganadora  | [ 22 ] [ 23 ] |
| 2023 | 59.os Premios Grand Bell      | Mejor actriz revelación        | Hail to Hell | Nominada  | [ 24 ]        |
| 2024 | 60.os Premios Baeksang Arts   | Mejor actriz revelación (cine) | Hail to Hell | Nominada  | [ 25 ]        |